# Trau niemals deiner Frau
Trau niemals deiner Frau ist ein österreichischer Fernsehfilm aus dem Jahr 2012. Die Krimikomödie entstand unter der Regie von Lars Becker mit Harald Krassnitzer, Lisa Maria Potthoff, Fritz Karl und Elena Uhlig in den Hauptrollen.

## Handlung
Die Unternehmer Niklas und Carolin Siegl sind glücklich miteinander verheiratet und genießen ihr bürgerliches Leben in Wien. Niklas hat einen vermeintlich gut laufenden Juwelierladen und Carolin ist Besitzerin einer exquisiten Modeboutique. Von der Vergangenheit seiner Frau ahnt der Unternehmer nichts. Als Carolins Ex-Freund Timo aus dem Gefängnis entlassen wird, sucht er die junge Frau sofort auf. Beide waren einst Diebe, die in Villen in Hamburg eingebrochen sind und teuersten Schmuck gestohlen haben.
Timo nistet sich bei den Siegls ein, gibt sich als Carolins Cousin aus und erpresst sie. Entweder sie bezahle oder ihre Vergangenheit fliege auf. Niklas wird alsbald misstrauisch und engagiert einen Privatdetektiv, wodurch er vom Vorleben seiner Frau erfährt. Da er selbst in finanziellen Nöten steckt, kommt er auf die Idee, sein Juweliergeschäft von Timo ausrauben zu lassen, um sich mittels der bestehenden Versicherung seiner Schulden zu entledigen.

## Hintergrund
Der Kriminalfilm wurde vom 22. November bis 22. Dezember 2011 in Wien und Umgebung gedreht. Die österreichische Erstausstrahlung lief am 21. November 2012 im ORF und wurde von 556.000 Zuschauern gesehen. In Deutschland lief der Film erstmals am 18. Dezember 2012 im ZDF.
Da sich der Film als Quotenerfolg erwies, stellte der ORF eine Fortsetzung in Aussicht.

## Kritik
„Vergnügliche, solide gespielte und inszenierte (Fernseh-)Krimikomödie über die verbrecherischen Abgründe hinter bürgerlich-biederer Fassade.“

„Regisseur Lars Becker gilt eigentlich als Spezialist für spannende Krimi- und Thriller-Unterhaltung […] In ‚Traue niemals deiner Frau‘ vereinigt er nach dem Drehbuch von Detlef Michel […] Komödien- und Krimi-Elemente zu einem charmanten wie vergnüglichen Spaß mit prominenter Besetzung. Vor allem Harald Krassnitzer als Spießer, der alle über den Tisch zu ziehen versucht, ist köstlich.“

„Raub, Entführung, Erpressung, Versicherungsbetrug – da kommen einige schwere Straftaten zusammen. Aber keine Angst, so kurz vor Weihnachten präsentiert das ZDF natürlich keinen blutrünstigen Krimi, sondern lieber ein nettes, augenzwinkerndes Gaunermärchen der eher leisen Töne. Beziehungsprobleme inklusive, versteht sich. Regisseur Lars Becker lässt nach der Drehbuchvorlage von Detlef Michel eine wendungsreiche, aber trotzdem leicht nachvollziehbare Geschichte entstehen, die selbst nach ihrem vermeintlichen Ende noch eine Überraschung parat hält. Sehenswert!“